# اختصاصي المعلومات
اختصاصي المعلومات (بالإنجليزية: Information Specialist) هو مسمىً وظيفي. ينتشر هذا المسمى تحت مسمياتٍ أخرى مترادفة، مثل:
- أخصائي المعلومات
- مختص المعلومات
- المعلوماتي
- أخصائي تقنية المعلومات
- أخصائي معلوماتية
اختصاصي المعلومات، ويطلق على الشخص المسئول عن:
جمع المعلومات وتقديمها للمنظمات أو العملاء بما يخدم أهدافهم واحتياجاتهم، وذلك من خلال استخدام نظم المعلومات الإلكترونية، والانترنت، والكتب والمجلدات في المكتبات التقليدية. وينطوي عمله أيضًا على إدارة وتنظيم ما تم جمعه من معلوماتٍ وتقديم الخدمات المعلوماتية للمنظمات الخارجية.
وتتوفر أمام أخصائي المعلومات فرص عملٍ في طيفٍ واسعٍ من المؤسسات، على رأسها: المصالح والهيئات الحكومية، والمكتبات العامة، وقطاعات الخدمات المالية والقانونية والتعليمية والصحية، والمنظمات غير الحكومية.

## المهام اليومية
- تحديد واختيار وإدارة وتوزيع المطبوعات والموارد الإلكترونية بما يلبي احتياجات المنظمة من المعلومات.
- استخدام تطبيقات الحاسوب المتخصصة في تصنيف وتخزين المعلومات بحيث يسهل الوصول إليها واسترجاعها.
- الرد على استفسارات العملاء وزملاء العمل من الأقسام الأخرى.
- الارتقاء بالمستوى المعلوماتي للعاملين في المؤسسة ونشر المعلومات حول الموارد الإضافية. وهذا أمرٌ قد يتطلب قراءة المجلات والتقارير، ومن ثم اختيار وتلخيص وتحليل الموضوعات ذات الصلة بنشاط المؤسسة.
- تحليل المعلومات بهدف إعادة تنظيمها بحيث يكون من السهل على المستخدم النهائي التعامل معها.
- استخدام شبكة الإنترنت في البحث عن المعلومات، أو الرد على الاستفسارات، أو تطوير الخدمات التي يقدمها.
- تطوير مصادر المعلومات والشبكات الداخلية.
- نشر وتسويق هذه الخدمات، داخليًا وخارجيًا.
- توفير التدريب والمشورة حول الاستفادة من خدمات المعلومات الإلكترونية.
- كتابة التقارير والمنشورات ومحتوى المواقع الإلكترونية.
- إعداد كتيبات التعليمات للمستخدم النهائي.
- الإشراف على باقي العاملين في قسم المعلومات وتدريبهم.

## الميول والقدرات والمهارات المطلوبة
تتناسب هذه المهنة مع من يحمل الميول أو يتميز بالمرونة، إذ يتعين عليك القيام بالعديد من المهام المختلفة والمتنوعة، على سبيل المثال:
- مهارات إدارة الوقت (سواء وقتك أو وقت غيرك).
- المهارات التنظيمية والإدارية (بما في ذلك القدرة على تنظيم الموارد المتاحة).
- مهارات الاتصال الفعال (شفوي وكتابي).
- روح المبادرة.
- التفكير الإبداعي.
- مهارات حل المشكلات.
- ذاكرة قوية.
- الثقة بالنفس وتأكيد الذات.
- التعاون وروح الفريق.
- المهارات الاجتماعية والقدرة على تكوين شبكة علاقاتٍ واسعة.
- المهارات البحثية.
- مهارات تكنولوجيا المعلومات، بما في ذلك مهارات البحث على الإنترنت وخلفية جيدة بتصميم المواقع.

## التعليم والتدريب
على الرغم من أن العمل في هذا المجال متاحٌ لكافة الخريجين، إلا أن الحصول على درجة البكالوريوس في إدارة المعلومات Information Management أو المكتبات Libraries سيزيد من فرص الحصول على وظيفةٍ جيدةٍ.
ومن التخصصات الأخرى التي تؤهل للعمل في هذا المجال:
```
 - 
الإنسانيات
 Humanities.
```

```
 - 
العلوم الاجتماعية
 Social Sciences.
```

```
 - 
الآداب
 Arts.
```

كذلك، يفضل بعض أصحاب العمل (خاصة أصحاب المؤسسات المتخصصة في الخدمات العلمية أو التقنية) أن يكون المتقدم يحمل درجة البكالوريوس في تخصص المؤسسة، ودراساتٍ عليا في المكتبات أو إدارة المعلومات.
وهكذا، فإن الدراسات العليا ليست شرطًا أساسيًا، إلا إذا كان الشخص خريج تخصصٍ آخرٍ غير الدراسات المكتبية أو إدارة المعلومات.
إن امتلاك الخبرة السابقة في هذا المجال ميزةٌ إضافيةٌ. جديرٌ بالذكر أن التدريب الدائم أثناء العمل شرطٌ أساسيٌ للاستمرار في هذا المجال الذي يشهد تطورًا ملحوظًا يومًا بعد يوم. لذا، احرص على تطوير مهاراتك وتحديث معارفك من خلال حضور المؤتمرات، واللقاءات، والندوات، ومتابعة المجلات والمنشورات المتخصصة.

## فرص العمل المتاحة
يعمل أخصائي المعلومات في المكتبات ووحدات المعلومات المتخصصة في العديد من المؤسسات، وأهمها:
- المؤسسات التجارية (البنوك، وشركات التأمين، ووكالات الدعاية والإعلان، ووسائل الإعلام، ومؤسسات الاستشارات التجارية).
- مكاتب وشركات الخدمات الهندسية والقانونية والمحاسبية.
- الجمعيات المهنية.
- المؤسسات التعليمية (المدارس والجامعات).
- المنظمات غير الحكومية والتطوعية جماعات الضغط والأحزاب السياسية.
- الشركات الصناعية.
- الوكالات والهيئات الحكومية.
- مؤسسات الرعاية الصحية.
- المكتبات العامة أو التابعة للجامعات.

## فرص التنمية المهنية
في الغالب، يبدأ مجال العمل بالقيام ببعض الأعمال والمسئوليات العادية، وبمرور الوقت وتراكم الخبرات تظهر عدة مسارات مهنية، أهمها:
- الانتقال إلى الإدارة وتولي بعض المهام الإشرافية، وصولًا إلى مدير خدمات معلوماتية.
- التخصص في مجالٍ معينٍ من مجالات إدارة المعلومات، كنظم تكنولوجيا المعلومات.
- الاتجاه للتدريب أو المبيعات وخدمة العملاء في المؤسسات ذات الصلة (مثل مورّدي نظم المعلومات والبرمجيات المكتبية والناشرين ومراكز بيع الكتب).
- العمل الاستشاري، سواءً بشكلٍ مستقلٍ، أو لدى مؤسسةٍ استشاريةٍ كبرى، وإن كان ذلك يتطلب خبرةً وشبكة علاقاتٍ جيدة.

أما إذا كاك العمل في المكتبات أو أقسام إدارة المعلومات التابعة لإحدى الجامعات الكبرى، فقد تتوفر فرصة لتولي بعض المهام والمسئوليات البحثية الهامة.